# Tremor essencial
O tremor essencial é uma das desordens neurológicas mais comuns, geralmente afetando mãos, braços. É mais comum em pessoas com mais de 40 anos e atinge cerca de 3 a 5 em cada 1000 habitantes, sem diferença significativa entre sexos. Pode também atingir a cabeça, a garganta, o rosto, o maxilar, a língua, o tronco e as pernas. Os movimentos são produzidos por contrações incontroláveis e involuntárias dos músculos e a severidade dos tremores pode variar extremamente de hora a hora e de dia para dia. O termo essencial nesse caso, tem sentido de "hereditário, inato, próprio do ser".. O tremor essencial não é uma doença que ameaça a vida, a não ser que interfira diretamente na autonomia e no autocuidado do paciente.

## Causa
Há evidências que TE é genético, associado a diversos cromossomos, sendo alguns deles autossômicos dominantes. Fisiologicamente, está associado a lesão da via cerebelo-talâmica-cortical. Também pode ser causado por fatores ambientais, como neurotoxinas.

## Sintomas
Algumas pessoas experimentam o tremor somente em determinadas posições - é o chamado tremor postural. Quando o tremor intensifica com movimentos finos como ao escrever ou ao comer é chamado tremor cinético. A maioria das pessoas com tremor essencial têm simultaneamente tremor postural e cinético. O tremor essencial não ocorre enquanto a pessoa está descansando nem dormindo.
Os tremores pioram com:
- Fadiga (cansaço);
- Noites mal dormidas;
- Hipoglicemia;
- Cafeína e outros estimulantes;
- Emoções fortes;
- Temperaturas extremas.

## Diagnóstico diferencial
Pode ser confundida com Mal de Parkinson, porém, tremor essencial é 8 vezes mais comum. Pode ser confundida também com uma coreia de Huntington leve ou com outras demências que possuem tremor como sintoma.

## Tratamento
Quando os tremores são frequentes ou severos costuma ser tratado com beta-bloqueadores como propanolol ou timolol. Anticonvulsivantes como a primidona também são uma alternativa. Pacientes com tremores leves, controláveis e raros não precisam de tratamento.
Caso o tremor seja no rosto, injeção de Botox pode ajudar. Tranquilizantes e álcool também reduz os tremores, mas devem ser usado com moderação para não causar dependência.
A estimulação cerebral profunda (Deep Brain Stimulation em inglês) é uma opção de tratamento cirúrgico para pacientes com tremores que interferem nas atividades diárias e que se mantém apesar da medicação oral. A técnica envolve implante de eletrodos cerebrais, na região do tálamo ou subtalâmica.